# Барон Бёрден
Барон Бёрден из Hazlebarrow в графстве Дербишир — наследственный титул в системе Пэрства Соединённого королевства. Он был создан 1 февраля 1950 года для политика-лейбориста Томаса Бёрдена (1885—1970). Ранее он представлял в Палате общин Великобритании Шеффилд Парк (1942—1950), а также занимал пост лорда в ожидании в лейбористском правительстве Клемента Эттли (1950—1951). По состоянию на 2023 год носителем титула являлся его внук, Фрейзер Уильям Элсворт Бёрден, 4-й барон Бёрден (род. 1964), который сменил своего старшего брата в 2000 году.

## Бароны Бёрден (1950)
- 1950—1970: Томас Уильям Берден, 1-й барон Бёрден (29 января 1885 — 27 мая 1970), сын Томаса Бёрдена[1];
- 1970—1995: Филип Уильям Берден, 2-й барон Бёрден (21 июня 1916 — 25 июня 1995), единственный сын предыдущего[2];
- 1995—2000: Эндрю Филип Берден, 3-й барон Бёрден (20 июля 1959 — 23 апреля 2000), старший сын предыдущего[3];
- 2000 — настоящее время: Фрейзер Уильям Элсворт Бёрден, 4-й барон Бёрден (род. 6 ноября 1964), младший брат предыдущего[4]
  - Наследник титула: достопочтенный Фрейзер Йэн Стюарт Бёрден (род. 24 октября 1967), младший брат предыдущего[5].

Нет наследника титула барона.